# Vízjel
A vízjel olyan jel, pontosabban bordázat, amely főleg papírok, postabélyegek, bankjegyek, értékpapírok utánzás, másolás, hamisítás elleni védelmének egyik fontos eszköze. Ha a papírlapot fény felé tartjuk, szabad szemmel is láthatóvá válik a vízjel, amely sem a nyomtatást, sem az írást nem zavarja. Napjainkban az elektronikus képek megjelölését is értik alatta (pl. fényképeken lévő felirat, televíziócsatornák képernyő sarkán használt logója, stb.) Ez utóbbit eredetileg részben a videómagnó elterjedése miatt kezdték el alkalmazni, hogy a fekete piacon ellehetetlenítsék a tévéből felvett filmek árusítását.

## Papírokon
Már a 13. század óta használják a papíranyagba pép állapotában sajtolással bevitt ábrákat, amelyek helyén a papírt elvékonyítják. A legkorábbi fennmaradt vízjel 1282-ből Bolognából származik. Eredetileg mesterjel volt. Egyes államokban mintegy márkajelzésként tették kötelezővé a használatát. Magyarországon 1900-ban írták elő a papírgyáraknak a védjegyként bejegyzett vízjel használatát. 
Ma gyári vízjelnek nevezzük, ilyen például a Diósgyőri Papírgyár makkos védjegye, amely kivételesen magyar postabélyegeken is feltűnik.

## Bankjegyeken és értékpapírokon

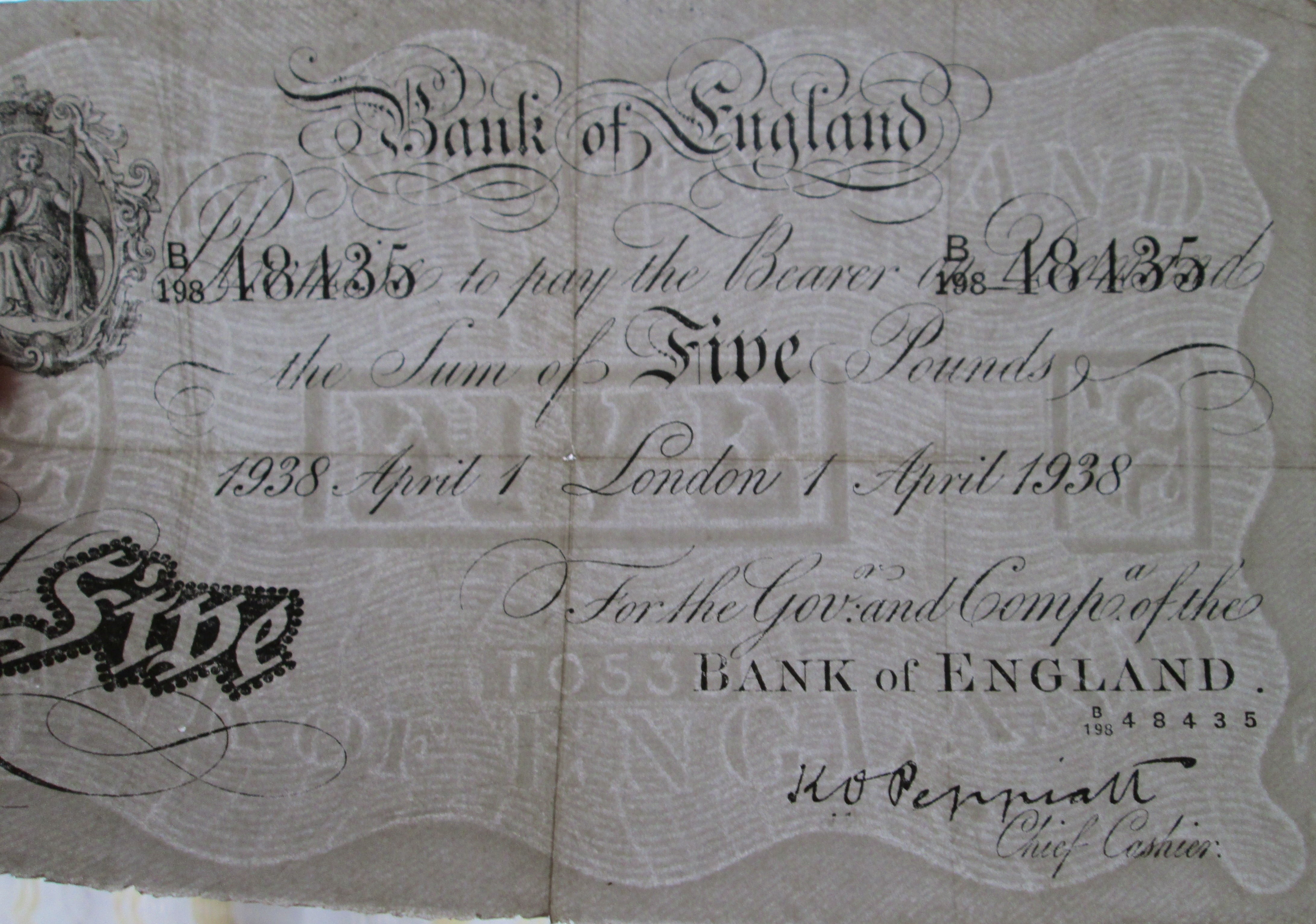
A Bank of England fehér font (white pound) bankjegyeinek különleges biztonsági elemét jelentette a rendkívül bonyolult, összetett, gyakorlatilag a teljes felületre kiterjedő vízjel. A képen 1938-as kiadású 5 fontos látható, mérete 195 X 120 mm.

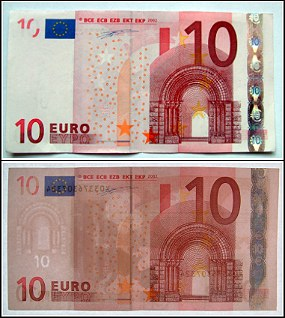
Vízjel 10 eurós bankjegyen

Hagyományos védelmi eszköz, ma főleg egyéb eszközökkel (pl. fémszál, hologram) kombinálva alkalmazzák.

## Postabélyegeken
Bélyegeken már kezdetektől fogva alkalmazták: az első bélyegnél (Penny Black, 1840) már előfordult. A magyar postabélyegek túlnyomó része 1881 és 1962 között vízjeles papírra készült. Azóta vízjelet nem alkalmaznak.
A magyar postabélyegek vízjelei
- 1881 előtt a magyar bélyegeken nem alkalmaztak vízjeleket.
- A bélyegvízjeleken kívül egyes bélyegek gyári vízjelet és/vagy számvízjelet is tartalmaznak.
- 1881 és 1962 között mindegyik magyar bélyeg vízjeles papírra készült, kivéve
  - Jókai (1925)
  - Sport (1925)
  - Alkotmány II. (1949) (gyári vízjellel)
  - Felszabadulás (1950) (gyári vízjellel)
  - 1949 és 1952 közötti réznyomatú bélyegek.
- A vízjelek fajtáit római számmal jelöljük:
  - I. vízjel: kr betűk egymást metsző ellipszisben
  - II. vízjel: nagy korona egymást metsző ellipszisben
  - III. vízjel: nagy korona egymást metsző körökben
  - IV. vízjel: kis korona.
  - V. vízjel: korona elölnézetben, fekvő kereszttel (1908)
  - VI. vízjel: korona elölnézetben (1909)
  - VII. vízjel: kettős kereszt
  - VIII. vízjel: négyszeres kettős kereszt (csillagkereszt)
  - IX. vízjel: szabadon álló kettős kereszt
  - X. vízjel: kettős kereszt címerábra
  - XI. vízjel: Kossuth-címer
  - XII. vízjel: ötágú nagy csillag
  - XIII. vízjel: ötágú kis csillag.
- Egy-egy vízjel többféle helyzetben, illetve állásban fordulhat elő.